# Membránszeparáció
A membránszeparáció egy szétválasztási eljárás, mely egy vékony membrán segítségével választja szét a különböző anyagokat.

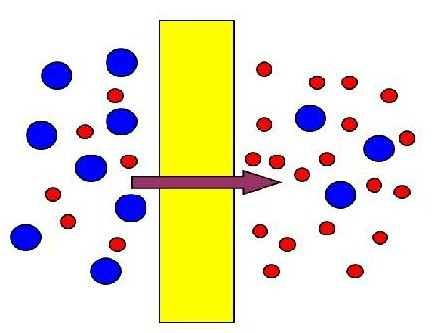
membrán működése

## A membránszeparáció típusai
- Mikroszűrés: (sterilszűrés, szétválasztás, tisztítás)
- Ultraszűrés: (sűrítés, szétválasztás, tisztítás)
- Nanoszűrés: (sűrítés, tisztítás, kivonás)
- Fordított ozmózis: (sűrítés, vízeltávolítás, sótalanítás)
- Pervaporáció, gőzpermeáció: (azeotrópos elegyek szétválasztása)

## Működése
A membránszeparáció vagy membránszűrés lényege, hogy valamilyen hajtóerő hatására szelektív transzport megy végbe egy membránon keresztül. A művelet lényegét jelentő membrán olyan válaszfal, amely szelektív áteresztő képességénél fogva az anyagok szétválasztását többnyire kémiai átalakulás nélkül teszi lehetővé.A membrán közbenső fázisként szolgál két fázis elválasztásakor és/vagy aktív, vagy passzív válaszfalként résztvevője a vele érintkezésben lévő fázisok közötti anyagátvitelnek.
A membránszeparációs műveletek során a hagyományos szűrési eljárással szemben a betáplált folyadékot nem a szűrőközegre merőlegesen, hanem a membránnal párhuzamosan (cross-flow) áramoltatják, miközben a szűrendő anyag komponenseinek egy része a hajtóerő hatására áthalad a membránon, és a permeátum oldalon távozik. A membrán által visszatartott komponensek a membrán betáplálás felőli oldalán feldúsulnak, ez a retentát vagy koncentrátum.

## Története
Az első membránszeparációs műveletet Nollet Abbé francia szerzetes végezte el 1748-ban, aki megfigyelte, hogy ha a sertés húgyhólyagjába töltött bort vízbe helyezik, akkor a borba víz kerül. A diffúzió jelenségének első kutatói is természetes membránokat (tehenek pericardiumát, halak úszóhólyagját, békák bőrét, hagyma hártyáját) használtak a dialízis kísérletek és az ozmózis tanulmányozásához. A mesterséges membrán sikeres előállításához Schoenbein adta meg a kezdő lépést 1845-ben, amikor is véletlenül sikerült nitro-cellulózt szintetizálnia, és ebből készítette el Fick 1855-ben a mesterséges membránt. A kereskedelmi gyártás alapjait megteremtő szabadalmi bejelentés 1918-ban, egy magyar származású kémiai Nobel-díjas, Zsigmondy Richárd nevéhez fűződik. A membránok és a membrántechnika fejlődésének felgyorsulása a második világháborút követő hidegháborús időszakban történt, a bakteriológiai fegyverek kifejlesztésével párhuzamosan.

## A membránok jellemzése
Az első alapanyagok, melyeket a membránszeparációs műveletekhez felhasználtak, a nitro-cellulóz észterei voltak. Jóllehet ezek a membránok viszonylag szűk pH (3-7) és hőmérsékleti (maximum 35-40 °C) intervallum mellett voltak használhatóak, valamint mikrobiális és enzimatikus reakcióknak is alapul szolgálhattak, mégis széles körben elterjedtek, mert az adott feladathoz szükséges pórusmérettel tudták előállítani a membránokat. Hátrányos tulajdonságaik miatt kiszorultak a piacról a sokkal előnyösebb hőmérséklet és pH tűrő, poliszulfon alapanyagból készített membránok megjelenésével. Az első kereskedelmi forgalomban megjelent membránok izotróposak voltak, vagyis a pórusnyílások a membrán mindkét oldalán azonos méretűek voltak. Később megjelentek az anizotrópos membránok, melyeknél a pórusnyílások átmérője különböző a membrán két oldalán, a permeátum oldal felé növekednek. Ez a szerkezeti felépítés sokkal nagyobb áramlási sebesség kialakulását teszi lehetővé. A legújabb technológiai fejlesztések eredményeként néhány speciális ultraszűrő, fordított ozmózis és pervaporációs membránnál jellemző a réteges felépítés. Az első réteg egy maximum 0,5-1 μm vastag film, ezt követi egy porózus polimer támasztóréteg (50-100 μm), majd egy megfelelő mechanikai szilárdsággal rendelkező hordozó réteg (100 μm). A leválasztott részecske méretét mindig a membrán legfelső szűrendő anyaggal érintkező oldalán kialakított film tulajdonságai határozzák meg. A szervetlen alapanyagú hordozó anyagok felületén kialakított úgynevezett kompozit membránok (ezüst, acél, üveg, cirkónium-oxid) kifejlesztésével tovább szélesedett a membránszeparációs eljárások felhasználási területe, hiszen mind mechanikai szilárdságukat, mind sav-, lúg- és hőmérséklet állóságukat tekintve minden feltételt kielégítenek.

## Előállításuk
A membránok előállítási módja éppolyan változatos, mint az alapanyagaik. A membránok készülhetnek öntéssel olvadékukból vagy oldatukból, extrudálással, sajtolással, kilúgozással, termikus kicsapással lézersugár segítségével, vagy elemi részecskékkel történő bombázással.

## Membrán konfigurációk

spiráltekercs modul

- Lapmembránok
- Spiráltekercs modulok
- Csőmembrán modulok
- Üreges szál vagy kapillármodulok

## A membránszűrés előnyei
- Jó minőségű végtermék, kiválóan eltávolítja az olyan kolloidokat és részecskéket, amelyek potenciális zavarosító tényezők.
- Energia megtakarítás, hiszen a fázisátmenethez szükséges energia lényegesen nagyobb, mint az áramoltatáshoz szükséges energia.
- Nem vagy csak csökkentett mennyiségben van adalékanyagra szükség.
- Gyors üzemmód, kicsiny tárolási kapacitást igényel.

## Külső hivatkozások
- https://web.archive.org/web/20090220144943/http://www2.u-szeged.hu/jatepress/index.php
- http://www.tankonyvtar.hu/main.php?objectID=5775802
- http://www.aktweb.chem.u-szeged.hu/ElvMuv/8.pdf%5B%5D
- https://web.archive.org/web/20111216031955/http://www.inaqua.hu/Content/Membrantechnika/A%20szuresi%20technologiak%20osszehasonlitasa.pdf
- http://www.veab.mta.hu/Veabinno/Osszefoglalok/Szep_A.pdf%5B%5D
- http://www.emuv.kee.hu/downloads/technologus/muvI/Membranszures.doc%5B%5D